# Cylindre (moteur)
 (août 2012).
Si vous disposez d'ouvrages ou d'articles de référence ou si vous connaissez des sites web de qualité traitant du thème abordé ici, merci de compléter l'article en donnant les références utiles à sa vérifiabilité et en les liant à la section « Notes et références ».
Pour les articles homonymes, voir Cylindre (homonymie).

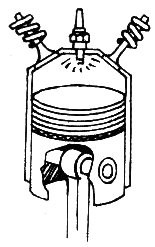
Représentation d'un cylindre et de la culasse d'un moteur à quatre temps avec vue en coupe du piston.

Le cylindre est un élément central du moteur à combustion et explosion, d'une machine à vapeur ou de certains compresseur, dans lequel se déplace le piston.
Pour les moteurs/compresseurs multi-cylindres, les cylindres peuvent être regroupés de plusieurs manières (en ligne, en V, en W, etc.) dans le(s) bloc-moteur(s).

## Cylindrée
La cylindrée d'un moteur est le volume total (tous cylindres confondus) déplacé durant un cycle. Elle est calculée à partir du diamètre d'un cylindre (l'alésage), de la distance maximum parcourue par un piston dans un cylindre (la course) et du nombre de cylindres composant le moteur/compresseur.
{\displaystyle V={\frac {\pi \cdot C\cdot A^{2}\cdot N}{4}}}
avec :
- {\displaystyle V} : volume en cm3
- {\displaystyle C} : course en cm
- {\displaystyle A} : alésage en cm
- {\displaystyle N} : nombre de cylindres

### Variables
AlésageC'est le diamètre interne de chaque cylindre ; la formule traite du cas de cylindre parfaitement rond.
CourseC'est la distance maximum parcourue, entre le « point mort haut » et le « point mort bas », par un piston dans son cylindre.
Nombre de cylindresC'est le nombre d'endroits où un piston coulisse dans un cylindre quelle que soit la configuration du moteur.
Ces paramètres déterminent le volume déplacé par le mouvement d'un piston ainsi que la cylindrée du moteur en multipliant le volume d'un cylindre par le nombre de cylindres que comporte le moteur/compresseur.

## Taux de compression
Dans un moteur thermique à piston, le taux de compression est le rapport entre le volume interne du cylindre lorsque le piston est au « point mort bas » et le volume restant au « point mort haut ». Ce chiffre est souvent théorique car il ne tient pas compte de l'ouverture/fermeture des soupapes.

### Cas particuliers
Pour certains types de moteurs (tels ceux à cycle d'Atkinson), il faudrait aussi prendre en compte le moment de l'ouverture de la soupape d'admission et celui de la fermeture de la soupape d'échappement pour calculer le taux de compression réel. 
Pour d'autres types de moteur comme le moteur Wankel, parler de taux de compression n'a pas beaucoup de sens car il n'utilise pas de système bielle-manivelle.